# Как один мужик двух генералов прокормил (мультфильм)
«Как один мужик двух генералов прокормил» — советский мультипликационный фильм в технике перекладки, снятый по сказке М. Е. Салтыкова-Щедрина в 1965 году, к 140-летию со дня рождения писателя. Режиссёр — Иван Иванов-Вано.

## Сюжет
Экранизация сказки Салтыкова-Щедрина о том, как два самодовольных генерала чудом оказались на необитаемом острове, как оказавшийся там же мужик ухаживал за генералами и кормил их, сам довольствуясь крошками с их стола. Генералы лишь немного поблагодарили его, а в конце и вовсе дали рюмку водки да пятак серебра за спасение своих жизней.

## Создатели
| Сценарий                          | Алексея Симукова, Ивана Иванова-Вано |
| Режиссёры                         | Иван Иванов-Вано, Владимир Данилевич |
| Художники-постановщики            | Александр Горбачёв, Аркадий Тюрин |
| Оператор                          | Иосиф Голомб |
| Звукооператор                     | Борис Фильчиков |
| Композитор                        | Анатолий Александров |
| Текст читает:                     | Дмитрий Журавлёв |
| Мультипликаторы:                  | Юрий Норштейн, Галина Золотовская, Кирилл Малянтович, Лев Жданов, Александр Рожков                                                                          |
| Декорации и персонажей выполняли: | Александр Горбачёв, Марина Спасская, Аркадий Тюрин, Галина Невзорова, Франческа Ярбусова, Татьяна Зуйкова, Наталья Будылова, Владимир Алисов, Юрий Бенкевич |
| Монтаж                            | Надежда Трещёва |
| Директор картины                  | Натан Битман |